# 에바라나카노부역
에바라나카노부역(일본어: 荏原中延駅、えばらなかのぶえき)은 일본 도쿄도 시나가와구에 있는 도쿄 급행 전철의 역이다. 역 번호는 IK04이다.

## 역 구조
상대식 승강장 2면 2선의 지하역이다. 승강장 사이의 연결 통로는 개찰구가 방면별로 존재한다. 서비스 매니저 도입역으로 인해 하타노다이 역에서 원격 감시하고 있다.

### 타는 곳
| 번호 | 노선        | 방향 | 행선                                    |
| ---- | ----------- | ---- | --------------------------------------- |
| 1    | 이케가미 선 | 하행 | 하타노다이・유키가야오쓰카・가마타 방면 |
| 2    | 이케가미 선 | 상행 | 고탄다 방면                             |

## 역 주변
본 역 주변에는 대형 상가가 세 개 존재한다.
- 국도 1호선
- 시나가와 나카노부산 우편국
- 에바라나카노부 도큐 스토어
- 시나가와 구 에바라 문화 센터
- 시나가와 구립 에바라 도서관
- 에바라 우체국

## 역사
- 1927년 8월 28일: 영업 개시.
- 1979년: 도고시긴자 ~ 하타노다이 역간 연속 입체 교차화 공사 착공.
- 1989년 3월 19일: 역 지하화.

## 사진

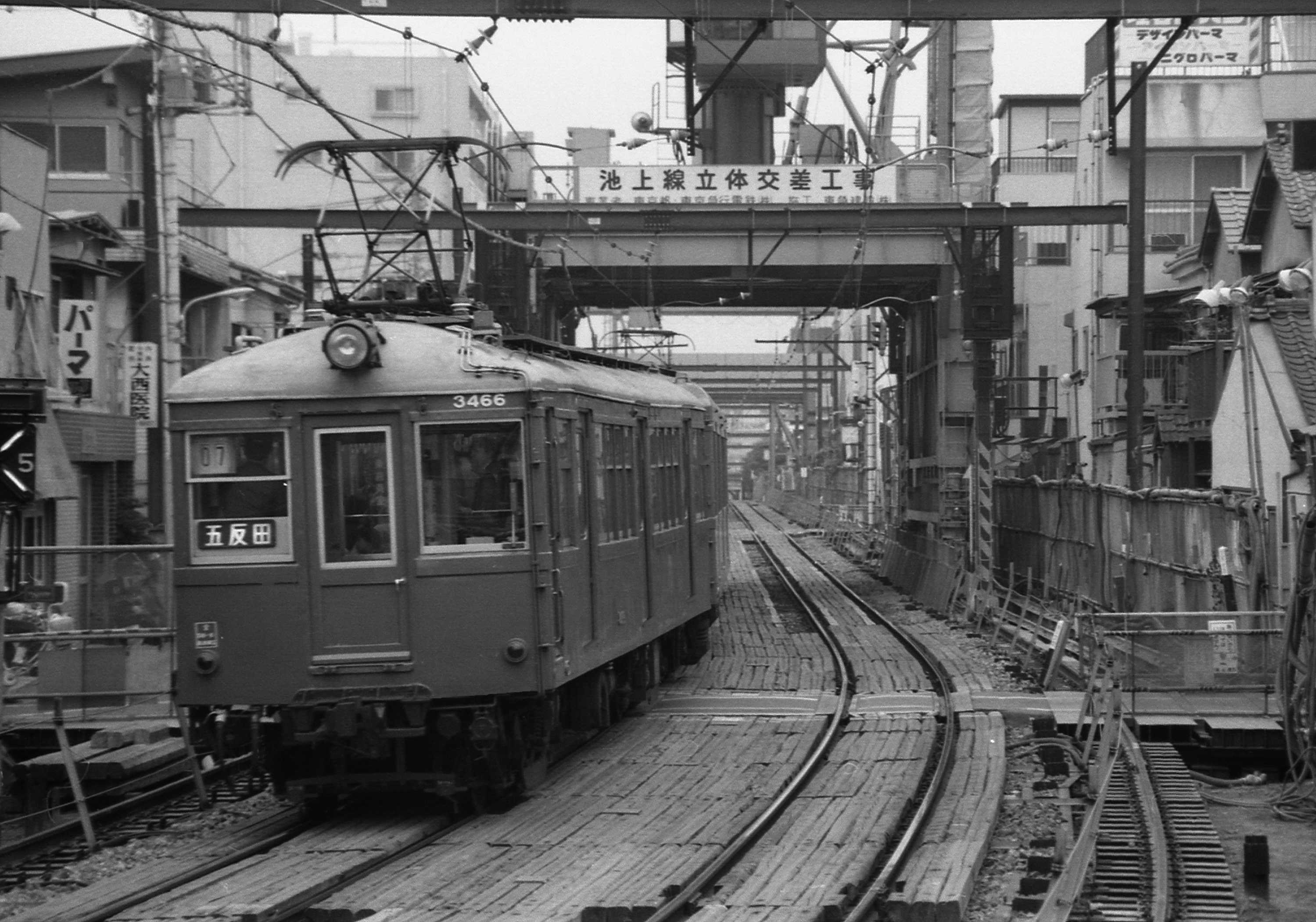
1985년도 당시의 도큐 3450형 차량

## 역명의 유래
개업 당시의 지명(에바라 군 에바라마치 대학 나카노부)에 유래하며 "에바라" 마을과 대학의 "나카노부"를 복합시켜서 에바라나카노부 역으로 명명되었다.
또, 이케가미 선의 전신인 이케가미 전기 철도와 오이마치 선의 전신인 경쟁사로 메구로카마타 전철과의 만남으로 "에바라나카노부"라고 불렸다는 설도 있었다. 당시 이케가미 전기 철도는 본 역을 "나카 노부 역"로 설치할 예정이었으나 메구로카마타 전철이 먼저 에바라마치 역과 나카노부 역을 개통하게 되면서 거기에 대항하였고 "에바라나카노부 역"로 지정했다는 것이다.

## 인접역
| 도쿄 급행 전철 이케가미 선   | 도쿄 급행 전철 이케가미 선 | 도쿄 급행 전철 이케가미 선   |
| ---------------------------- | -------------------------- | ---------------------------- |
| IK 03 도고시긴자 고탄다 방면 |                            | 하타노다이 IK 05 가마타 방면 |